# 堀健人
堀 健人（ほり けんと、1982年6月13日 - ）は、山口県出身の元サッカー選手。現役時代の主なポジションはフォワード。

## 来歴
広島皆実高校時代（2年先輩に朝日大輔、1年先輩に瀬戸彬仁・秦賢二、同級生に柴村直弥ら）は、森崎和幸・浩司兄弟・駒野友一らと広島県選抜のメンバーとして1999年熊本国体3位。順天堂大学時代の2003年には大邱ユニバーシアード優勝に貢献した。
2005年からはJFLの佐川急便東京SCに加入。チームに慣れた夏場以降に2トップに入ると、天皇杯東京都予選決勝の横河武蔵野FC戦で延長決勝ゴール、後期第6節での首位愛媛FC戦で2ゴール、第85回天皇杯4回戦の川崎フロンターレ戦での先制ゴール など勝負所での活躍をみせた。翌2006年には3トップ気味の左MFに入る形が多くなり、左からのドリブルとシュートでこの年最多得点となる攻撃陣の一角を担い、後期第16節FC琉球戦でのハットトリックを含む14得点を挙げた。チームの合併にともなって2007年は滋賀県の佐川急便SCに加入。逆サイドの嶋田正吾とともに左サイドからの突破力でチャンスを量産、自らも14得点を挙げて優勝の立役者となり、JFLベストイレブンに選出された。
JFLでの実績が評価され、2008年よりJ2・水戸ホーリーホックへ移籍。開幕戦の対C大阪戦でJ2デビュー、第5節の対横浜FC戦でJ2初ゴールを決めると、アウェイ対熊本戦では2ゴールを挙げるなど活躍をみせた。しかし負傷による長期離脱もあって2009年には出場数を減らし、このシーズンをもって水戸より戦力外通告を受けた。
翌2010年シーズンは、九州リーグ・HOYO Atletico ELAN大分へ移籍。年間を通して18得点14アシストと大活躍し、九州リーグ個人タイトル（得点王、アシスト王、MVPの三冠）を総なめにした。2011年は得点王のタイトルこそFC KAGOSHIMAの谷口堅三に奪われるもリーグ2位の20得点を記録し、チームの2連覇並びにJFL昇格に貢献した。
2012年は怪我で大きく出遅れ不本意な成績で終わるも、9月18日のMIOびわこ滋賀戦でJFL通算100試合出場を達成した。翌2013年は試合出場無しに終わる。2014年も新体制のメンバーには入っていたが、2月13日に現役を引退する事が発表された。

## 所属クラブ
ユース経歴
- 1998年 - 2000年 広島県立広島皆実高等学校
- 2001年 - 2004年 順天堂大学

プロ･アマ経歴
- 2005年 - 2007年 佐川急便東京SC/佐川急便SC
- 2008年 - 2009年 水戸ホーリーホック
- 2010年 - 2014年2月 HOYO Atletico ELAN大分/HOYO AC ELAN大分/HOYO大分/ヴェルスパ大分

## 個人成績
| 国内大会個人成績 | 国内大会個人成績 | 国内大会個人成績 | 国内大会個人成績 | 国内大会個人成績 | 国内大会個人成績 | 国内大会個人成績 | 国内大会個人成績 | 国内大会個人成績 | 国内大会個人成績 | 国内大会個人成績 | 国内大会個人成績 |
| 年度             | クラブ           | 背番号           | リーグ           | リーグ戦         | リーグ戦         | リーグ杯         | リーグ杯         | オープン杯       | オープン杯       | 期間通算         | 期間通算         |
| 年度             | クラブ           | 背番号           | リーグ           | 出場             | 得点             | 出場             | 得点             | 出場             | 得点             | 出場             | 得点             |
| 日本             | 日本             | 日本             | 日本             | リーグ戦         | リーグ戦         | リーグ杯         | リーグ杯         | 天皇杯           | 天皇杯           | 期間通算         | 期間通算         |
| ---------------- | ---------------- | ---------------- | ---------------- | ---------------- | ---------------- | ---------------- | ---------------- | ---------------- | ---------------- | ---------------- | ---------------- |
| 2005             | 佐川東京         | 22               | JFL              | 27               | 8                | -                | -                | 3                | 2                | 30               | 10               |
| 2006             | 佐川東京         | 17               | JFL              | 33               | 14               | -                | -                | -                | -                | 33               | 14               |
| 2007             | 佐川急便         | 17               | JFL              | 32               | 14               | -                | -                | 2                | 0                | 34               | 14               |
| 2008             | 水戸             | 6                | J2               | 35               | 5                | -                | -                | 2                | 0                | 37               | 5                |
| 2009             | 水戸             | 6                | J2               | 14               | 1                | -                | -                | 0                | 0                | 14               | 1                |
| 2010             | H大分            | 17               | 九州             | 15               | 18               | -                | -                | 1                | 0                | 16               | 18               |
| 2011             | H大分            | 17               | 九州             | 16               | 20               | -                | -                | 1                | 0                | 17               | 20               |
| 2012             | H大分            | 17               | JFL              | 10               | 2                | -                | -                | 1                | 0                | 11               | 2                |
| 2013             | H大分            | 17               | JFL              | 0                | 0                | -                | -                | 0                | 0                | 0                | 0                |
| 通算             | 日本             | 日本             | J2               | 49               | 6                | -                | -                | 2                | 0                | 51               | 6                |
| 通算             | 日本             | 日本             | JFL              | 102              | 38               | -                | -                | 6                | 2                | 108              | 40               |
| 通算             | 日本             | 日本             | 九州             | 31               | 38               | -                | -                | 2                | 0                | 33               | 38               |
| 総通算           | 総通算           | 総通算           | 総通算           | 182              | 82               | -                | -                | 10               | 2                | 192              | 84               |

## タイトル

### チーム
- 2003年 ユニバーシアード大邱大会 優勝
- 2007年 JFL 優勝
- 2010年、2011年 九州サッカーリーグ 優勝

### 個人
- 2007年 JFL ベストイレブン
- 2010年 九州サッカーリーグ MVP、得点王、アシスト王

## 代表歴
- 2003年 ユニバーシアード代表